# Liste der Kulturdenkmäler in Walsdorf (Eifel)
In der Liste der Kulturdenkmäler in Walsdorf sind alle Kulturdenkmäler der rheinland-pfälzischen Ortsgemeinde Walsdorf einschließlich des Ortsteils Zilsdorf aufgeführt. Grundlage ist die Denkmalliste des Landes Rheinland-Pfalz (Stand: 17. Juli 2023).

## Einzeldenkmäler
| Bezeichnung                           | Lage                                                                      | Baujahr                        | Beschreibung | Bild                           |
| ------------------------------------- | ------------------------------------------------------------------------- | ------------------------------ | --- | ------------------------------ |
| Hofanlage                             | Walsdorf, Bergstraße 5 Lage                                               | 1808                           | Hofanlage; vierachsiges Wohnhaus, wohl aus dem späten 19. Jahrhundert; Backhaus und Altenteil wohl vom Vorgänger, bezeichnet 1808; Wirtschaftsgebäude, teilweise Fachwerk, 18. Jahrhundert (oder älter?) | BW                             |
| Hofanlage                             | Walsdorf, Goßbergstraße 3 Lage                                            |                                | Streckhof mit langgestrecktem Wirtschaftsteil | BW                             |
| Quereinhaus                           | Walsdorf, Kirchstraße, neben Nr. 9 Lage                                   | 1786                           | Quereinhaus, bezeichnet 1786 | BW                             |
| Katholische Pfarrkirche St. Arnulph   | Walsdorf, Koblenzer Straße 16 Lage                                        | 1828                           | klassizistischer Saalbau, 1828, mit einem Orgelprospekt aus dem 17. Jahrhundert | weitere Bilder Fotos hochladen |
| Quereinhaus                           | Walsdorf, Kölner Straße 24 Lage                                           | 1890                           | Quereinhaus, angeblich von 1890 | BW                             |
| Bahnhof Walsdorf                      | Walsdorf, Kölner Straße 62 Lage                                           | 1910                           | ehemaliger Bahnhof; Stationsgebäude der Ahrtalbahn; Krüppelwalmdachbau, Neurenaissance, originale Farbverglasung, angeblich von 1910                                                                     | BW                             |
| Villa                                 | Walsdorf, Tannenweg 5 Lage                                                | zweite Hälfte der 1910er Jahre | historisierender Putzbau, wohl aus der zweiten Hälfte der 1910er Jahre | BW                             |
| Wegekreuz                             | Walsdorf, östlich des Ortes an der B 421 Lage                             | 1812                           | nachbarockes Schaftkreuz, bezeichnet 1812 | BW                             |
| Friedhofskreuz                        | Walsdorf, südöstlich des Ortes auf dem Friedhof Lage                      | 1680                           | barockes Schaftkreuz, Sandstein, bezeichnet 1680 | BW                             |
| Katholische Filialkirche St. Antonius | Zilsdorf, Antoniusweg 2 Lage                                              | 1815                           | zweiachsiger Saalbau, 1815 | weitere Bilder Fotos hochladen |
| Hofanlage                             | Zilsdorf, Auf der Steip 9 Lage                                            | 19. Jahrhundert                | Parallelhof; Krüppelwalmdachbau, 19. Jahrhundert, stattliches Fachwerk-Wirtschaftsgebäude, teilweise massiv, 18. Jahrhundert                                                                             | BW                             |
| Quereinhaus                           | Zilsdorf, Auf der Steip 10 Lage                                           | 1887                           | eingeschossiges Quereinhaus, angeblich von 1887 | BW                             |
| Hofanlage                             | Zilsdorf, Hauptstraße 9 Lage                                              | 1817                           | Streckhof; Wohnhaus, bezeichnet 1817, Wirtschaftsgebäude, bezeichnet 1826 | Fotos hochladen                |
| Heiligenhäuschen                      | Zilsdorf, nördlich des Ortes; Flur Unter dem Heiligenhäuschen Lage        | 1664                           | kleiner Putzbau mit profiliertem Rundbogenportal, bezeichnet 1664 | BW                             |
| Wegekreuz                             | Zilsdorf, nördlich des Ortes neben dem Eingang des Heiligenhäuschens Lage | 19. Jahrhundert                | Schaftkreuz, wohl aus dem frühen 19. Jahrhundert | BW                             |
| Wegekreuz                             | Zilsdorf, westlich des Ortes an der B 421 Lage                            | 1817                           | Schaftkreuz, bezeichnet 1817 | BW                             |